# Psilinus cinereascens
Psilinus cinereascens är en tvåvingeart som beskrevs av Wulp 1899. Psilinus cinereascens ingår i släktet Psilinus och familjen rovflugor.
Artens utbredningsområde är Sydjemen. Inga underarter finns listade i Catalogue of Life.